# Hans-Joachim Ilgauds
Hans-Joachim Ilgauds (* 28. November 1941; † 9. April 2015) war ein deutscher Wissenschafts- und Mathematikhistoriker.

## Leben
Hans-Joachim Ilgauds studierte nach dem Abitur 1960 Chemie und Mathematik an der Pädagogischen Hochschule in Potsdam mit dem Abschluss 1964 und war dann bis 1970 Lehrer am Gymnasium (Erweiterte Oberschule) in Neubrandenburg. Seit 1970 war er wissenschaftlicher Mitarbeiter am Karl-Sudhoff Institut in Leipzig.
Der Wissenschaftshistoriker Hans Joachim Ilgauds stammt aus der Schule von Hans Wußing in Leipzig und war am dortigen Karl-Sudhoff-Institut für Geschichte der Medizin und der Naturwissenschaften der Universität Leipzig (wie auch Karl-Heinz Schlote, Walther Siegmund-Schultze, Sonja Brentjes und Renate Tobies). Die Abteilung für Geschichte der Mathematik und Naturwissenschaft des Instituts wurde nach der Wende abgewickelt.
Ilgauds veröffentlichte Biographien von Norbert Wiener und Georg Cantor (mit Walter Purkert) und ist Ko-Autor und Mitherausgeber eines 1990 erschienenen Mathematikerlexikons, das als Standardwerk gilt. Er lieferte auch Beiträge zur Felix Hausdorff Gesamtausgabe, an der Walter Purkert in Bonn mitwirkt. Er befasste sich auch mit Astronomiegeschichte speziell von Leipzig wie der Geschichte der Universitätssternwarte und zu Heinrich Bruns und Alfred Jeremias.

## Schriften
- mit Gisela Münzel: Die Leipziger Universitätssternwarten auf der Pleißenburg und im Johannistal. Astronomische Schulen von Weltruf. Sax, Beucha 1995, ISBN 3-930076-11-X.
- als Herausgeber mit Siegfried Gottwald, Karl-Heinz Schlote (Hrsg.): Lexikon bedeutender Mathematiker. Bibliographisches Institut, Leipzig 1990, ISBN 3-8171-1164-9.
- Beiträge in: Hans Wußing, Ludwig Arnold (Hrsg.): Biographien bedeutender Mathematiker. Eine Sammlung von Biographien. 4., ergänzte und bearbeitete Auflage. Volk und Wissen, Berlin, 1989, ISBN 3-06-002527-4.
- mit Walter Purkert: Georg Cantor (= Biographien hervorragender Naturwissenschaftler, Techniker und Mediziner. 79). Teubner, Leipzig 1985, (Birkhäuser 1987 (Völlig überarbeitete und erweiterte Fassung, als: Georg Cantor. 1845–1918 (= Vita mathematica. 1). Birkhäuser, Basel u. a. 1987, ISBN 3-7643-1770-1).
- Beiträge in: Hans Wußing (Hrsg.): Geschichte der Naturwissenschaft. Edition Leipzig, Leipzig 1983, (2., durchgesehene Auflage. Aulis-Verlag Deubner, Köln 1987, ISBN 3-7614-0999-0).
- Norbert Wiener (= Biographien hervorragender Naturwissenschaftler, Techniker und Mediziner. 45).  Teubner, Leipzig 1980.

| Personendaten    | Personendaten                                     |
| ---------------- | ------------------------------------------------- |
| NAME             | Ilgauds, Hans-Joachim                             |
| ALTERNATIVNAMEN  | Ilgauds, Hans Joachim                             |
| KURZBESCHREIBUNG | deutscher Wissenschafts- und Mathematikhistoriker |
| GEBURTSDATUM     | 28. November 1941                                 |
| STERBEDATUM      | 9. April 2015                                     |